# 588
Năm 588 là một năm trong lịch Julius.

## Sinh
- Thánh Eligius
- Yu Zhining